# Wrótka przed Kaplicami
Wrótka przed Kaplicami – płytka przełęcz znajdująca się w Zimnowodzkiej Grani w słowackich Tatrach Wysokich. Leży w grupie Kościołów i oddziela od siebie Małą Kaplicę od głównego wierzchołka Wielkiego Kościoła. Zarówno na północny wschód, jak i na południowy zachód z przełęczy zbiegają spore rynny.
Na Wrótka przed Kaplicami nie prowadzą żadne znakowane szlaki turystyczne.